# Benoîte des ruisseaux
Geum rivale
Espèce
Classification phylogénétique
La Benoîte des ruisseaux (Geum rivale) est une espèce de plantes à fleurs de la famille des Rosaceae.

## Description

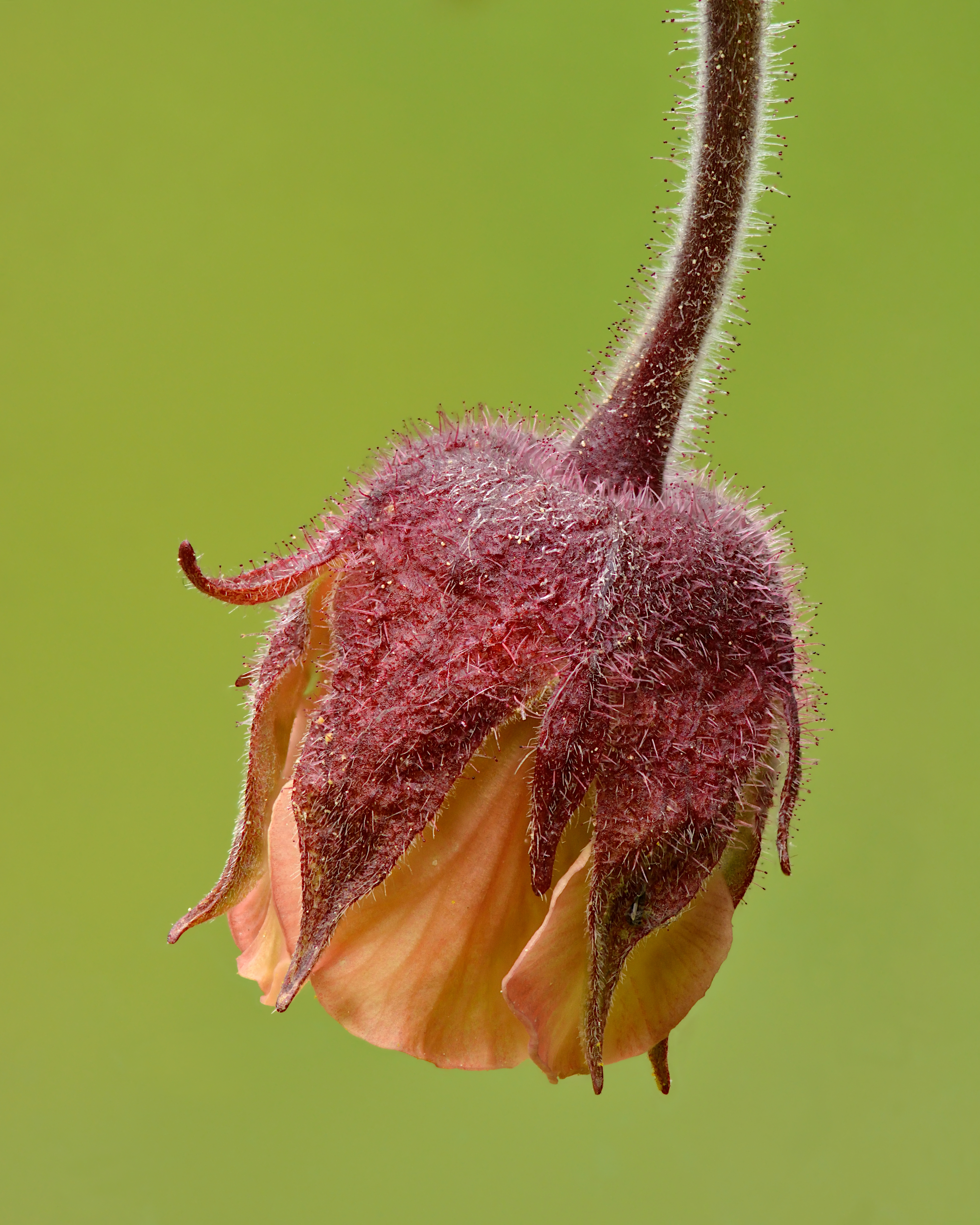
Détail de fleur.

C'est une plante herbacée vivace.

## Habitat
Prairies et bois humides, bords des ruisseaux et fossés à une altitude comprise entre 200 et 2 000 m, très rare en plaine, absente d'environ un tiers sud-ouest de la France.

## Protection
En France, cette espèce est protégée dans les régions Basse-Normandie, Centre et Île-de-France (Article 1).

## Synonymes
- Bernullia rivalis (L.) Raf.
- Caryophyllata rivalis (L.) Scop.
- Bernullia hybrida Raf.
- Caryophyllata aquatica Lam.
- Caryophyllata nutans Moench
- Geum hybridum Wulfen ex Jacq.
- Geum nutans Crantz

## Utilisations
La Benoîte des ruisseaux a des usages médicinaux similaires à la Benoîte commune, bien que sa teneur en principes actifs soit plus faible.